# Mahoraga
Con il sostantivo maschile sanscrito mahoraga (devanāgarī: महोरग; lett.: Grande (mah) serpente (uraga); cinese: 摩睺羅伽, móhóuluóqié; giapponese:  magoraga; coreano: 마후라가  mahuraga; vietnamita:  ma hầu la già; tibetano: lto ’phy e chen po) si indica, nella mitologia buddhista, una classe di "grandi serpenti" che vivono nelle profondità della terra causando terremoti con il loro scuotimento. Iconograficamente vengono rappresentati con la parte superiore del loro corpo in forma umana, mentre quella inferiore assume la forma di serpente o drago. 
Nei sūtra buddhisti vengono spesso citati, al pari degli altri appartenenti alla classe degli aṣṭasenā, durante le assemblee del Buddha a cui partecipano, offrendo la loro protezione al Dharma buddhista.